# Guides de montagne de Gavarnie
Les guides de haute montagne du village de Gavarnie (Hautes-Pyrénées) ont été particulièrement remarquables au cours du XIXe siècle.

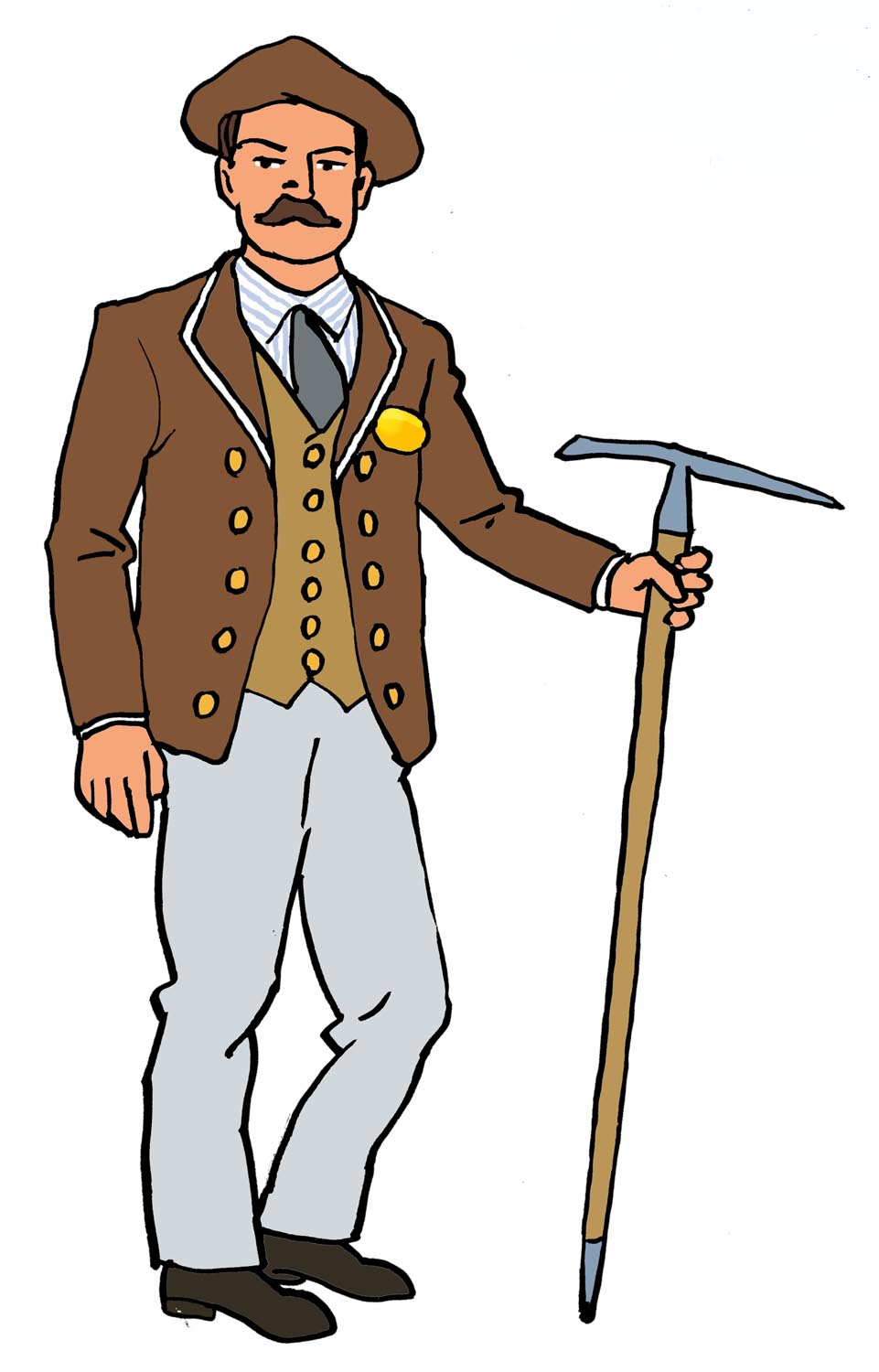
Costume des guides de Gavarnie (dessin de Jean-Claude Pertuzé)

La situation géographique de Gavarnie (jusqu'en 1842, ce n'est pas une commune, mais un hameau dépendant de Luz-Saint-Sauveur), son altitude élevée (1375 m), sa proximité immédiate des sommets du cirque de Gavarnie, des cirques d'Estaubé et de Troumouse, des massifs du Mont Perdu et du Vignemale, lui ont conféré d'emblée un statut particulier, par comparaison avec les grandes villes qu'étaient Luchon, Cauterets ou même les Eaux-Bonnes. Gavarnie ne possédait pas de guides à cheval, les longues courses d'approche n'étant pas nécessaires, et la fréquentation fut d'emblée plus « sportive », moins mondaine et touristique que la clientèle habituelle des villes d'eaux.
Les premiers guides de Gavarnie ne font pas exception à la règle, ce sont tous des paysans, des bergers, des bûcherons, qui vont profiter de l'arrivée des ascensionnistes pour s'octroyer un pécule supplémentaire à la saison. Avant 1900, il n'y aura pas, à de rares exceptions, de guides considérés comme professionnels. Le plus célèbre d'entre eux, Célestin Passet, sera toute sa vie agriculteur. François Bernat-Salles, autre grand guide, commence sa vie comme berger, et la terminera ainsi. Chronologiquement, les premiers guides viennent de plus bas, comme Rondo ou Rondou, Laurens et Palu, premiers vainqueurs du Mont Perdu en 1802, de Gèdre ; Cazaux, Charles, Sanjou, Vincent, Jean Marie, de Luz. L'organisation des guides est essentiellement due à Henri Passet, le premier à se considérer comme un professionnel et à travailler systématiquement pour acquérir les compétences nécessaires.
Ici comme ailleurs, des familles se distinguent, constituant de véritables dynasties de guides. Ainsi, la famille Passet débute dans la corporation avec les frères Laurent et Hippolyte, continue avec une deuxième génération, Henri et Célestin, puis une troisième avec Pierre et les gendres d'Henri : Cumia, et de Célestin : Theil et Germain Castagné. Mais la guerre de 1914-1918 met un terme brutal à la pratique du pyrénéisme avec guides, qui renaîtra plus tard sous d'autres formes. On a déjà évoqué François Bernat-Salles, avec sa force herculéenne, qui partage avec Mathieu Haurine, autre grande figure, le privilège d'avoir reçu les seules médailles pour sauvetage en montagne décernées avant 1914. De nombreux noms se détachent, Pierre Pujo, Pierre Brioul, Henri Poc, Henri Courtade...
Ces guides sont à l'origine des plus grandes conquêtes de sommets et surtout de « premières » à caractère technique et sportif, comme la première du couloir de Gaube. Les plus grands pyrénéistes, Henry Russell, Henri Brulle, Jean Bazillac, Roger de Monts, le comte Roger de Bouillé, F.E.L. Swan, tous plus célèbres que leurs guides, leur doivent cependant la plupart de leurs réussites et l'ont volontiers reconnu.

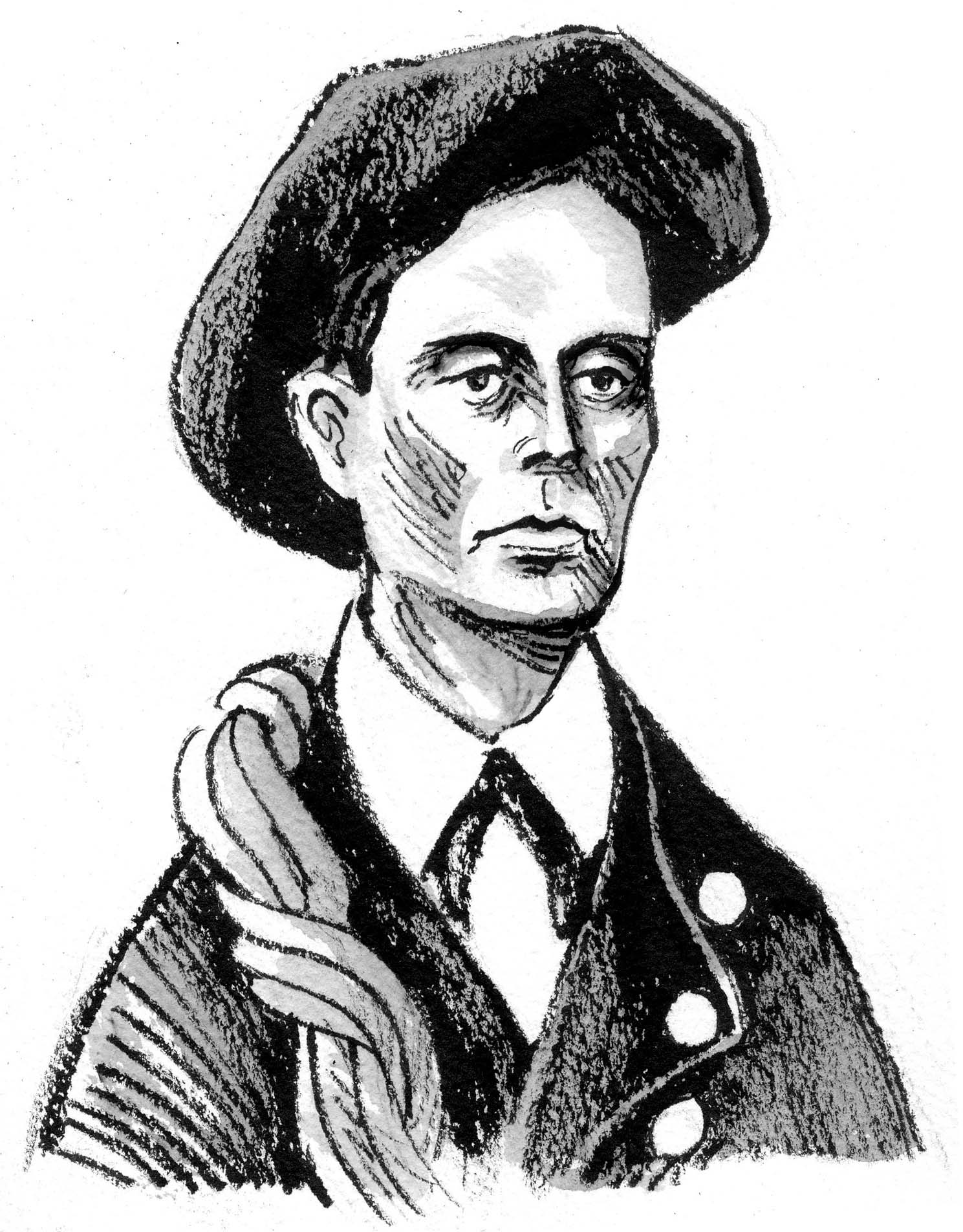
Célestin Passet par Jean-Claude Pertuzé
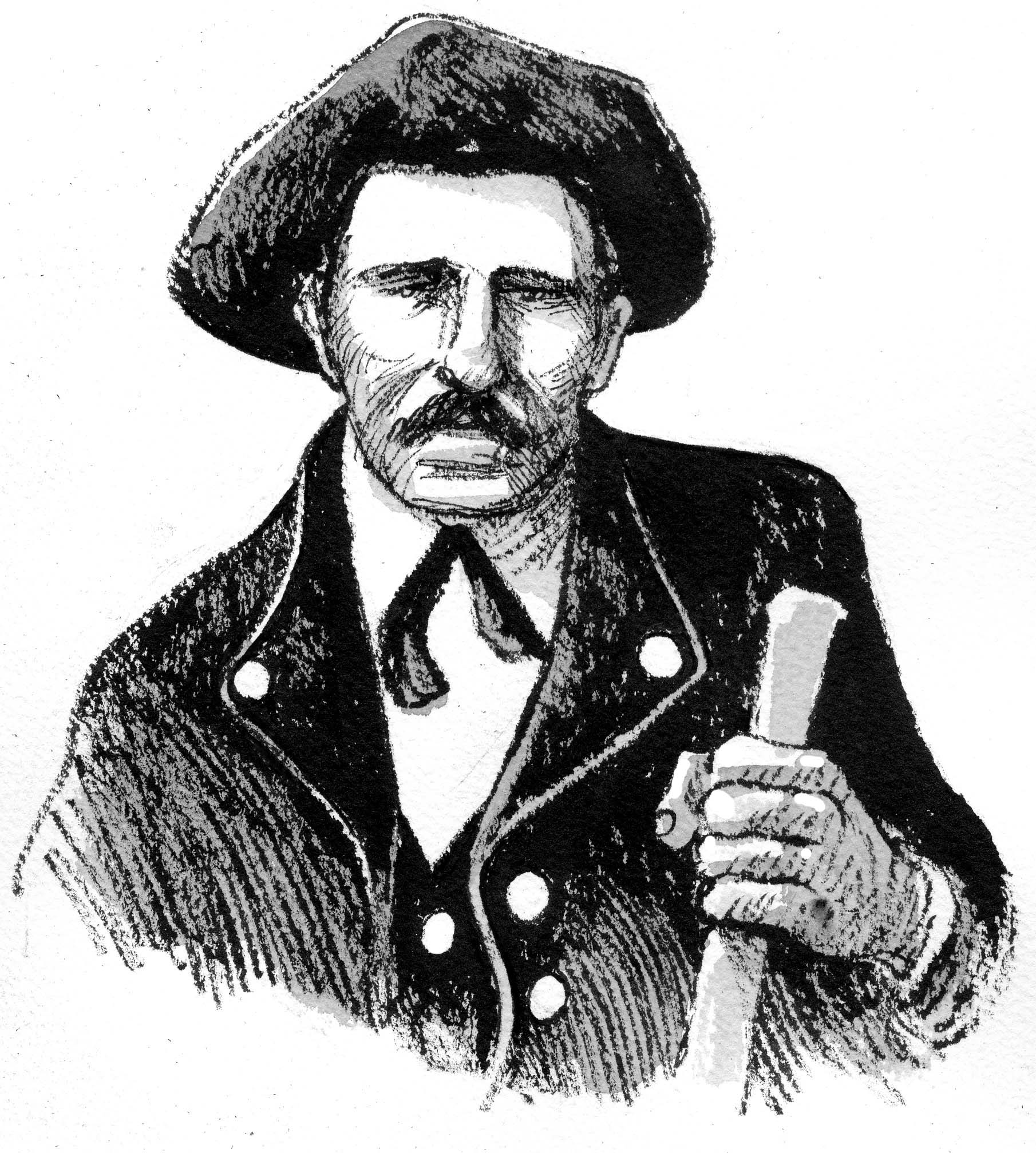
François Bernat-Salles (idem)

## Sources et bibliographie
- Henri Beraldi, Cent ans aux Pyrénées, Paris, 1898-1904, sept volumes in-8° ; Rééditions par « Les Amis du Livre Pyrénéen », Pau, 1977, puis par la « Librairie des Pyrénées et de Gascogne », Pau, 2001.
- Antonin Nicol, Les grands guides des Pyrénées, 2e édition, Oloron-Sainte-Marie, Monhélios, 2002  (ISBN 2-914709-09-9).